# アルベカシン

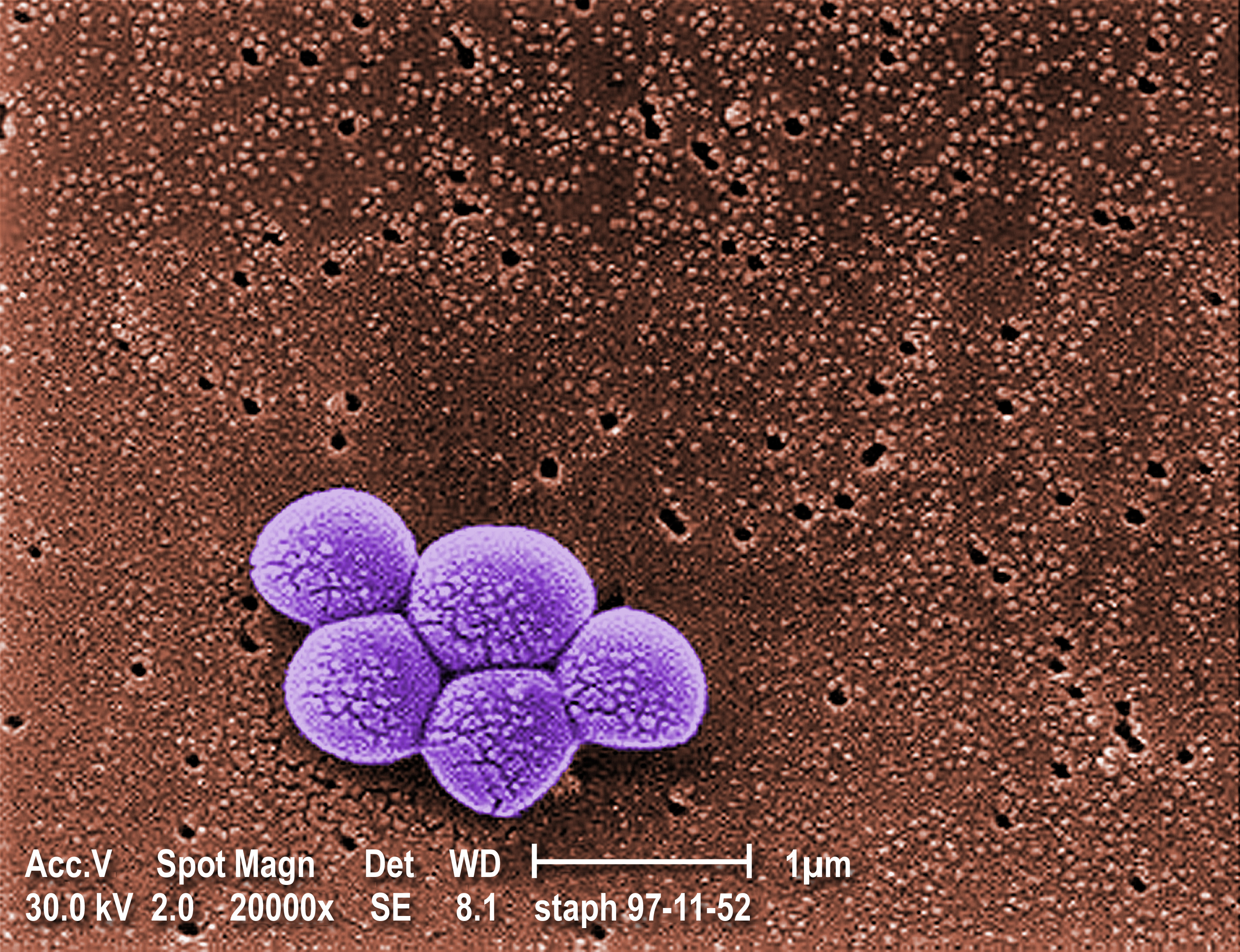
MRSAの走査型電子顕微鏡写真

アルベカシン（日局アルベカシン硫酸塩、Arbekacin, ABK）は、アミノグリコシド系抗生物質の一つである。硫酸塩（硫酸アルベカシン）が明治製菓より「ハベカシン」という商品名で上市されているほか、後発品が有る。

## 効能・効果
アルベカシンに感性のメチシリン耐性黄色ブドウ球菌 (MRSA) による敗血症、肺炎

## 作用機序
細菌のタンパク質合成を阻害することにより抗菌作用を示し、その作用は殺菌的である。
緑膿菌を含むグラム陽性菌及びグラム陰性菌に対して広い抗菌スペクトラムを有する。特に、アミノグリコシド不活性化酵素に高い安定性を示し、MRSAに対する抗菌力が認められている。

## 販売までの経緯
梅澤濱夫らは、カナマイシン耐性菌の耐性機構の研究から､カナマイシン耐性菌に有効なジベカシンをベカナマイシン（カナマイシンＢ）を原料として合成し、さらにジベカシン耐性菌にも有効なアルベカシンをジベカシンから1973年に合成した。
アルベカシンは日本で1990年9月にMRSA感染症の敗血症、肺炎を適応症として成人用に承認され、1998年12月に小児への適応が追加承認された。

## 副作用
他のアミノグリコシド系抗生物質と同様に、内耳神経、腎臓に対する毒性を持ち、腎障害、聴力障害等の副作用が生じる恐れがある。副作用の発現は最低血中濃度と相関性があることが知られており、副作用発現防止のため、薬物血中濃度モニタリング（TDM）を必要とする。